# Örves estifecske
Az örves estifecske (Lurocalis semitorquatus) a madarak (Aves) osztályának a lappantyúalakúak (Caprimulgiformes) rendjéhez, ezen belül a lappantyúfélék (Caprimulgidae) családjához tartozó faj.

## Rendszerezése
A fajt Johann Friedrich Gmelin német természettudós írta le 1789-ben, a Caprimulgus nembe Caprimulgus semitorquatus néven.

## Alfajai

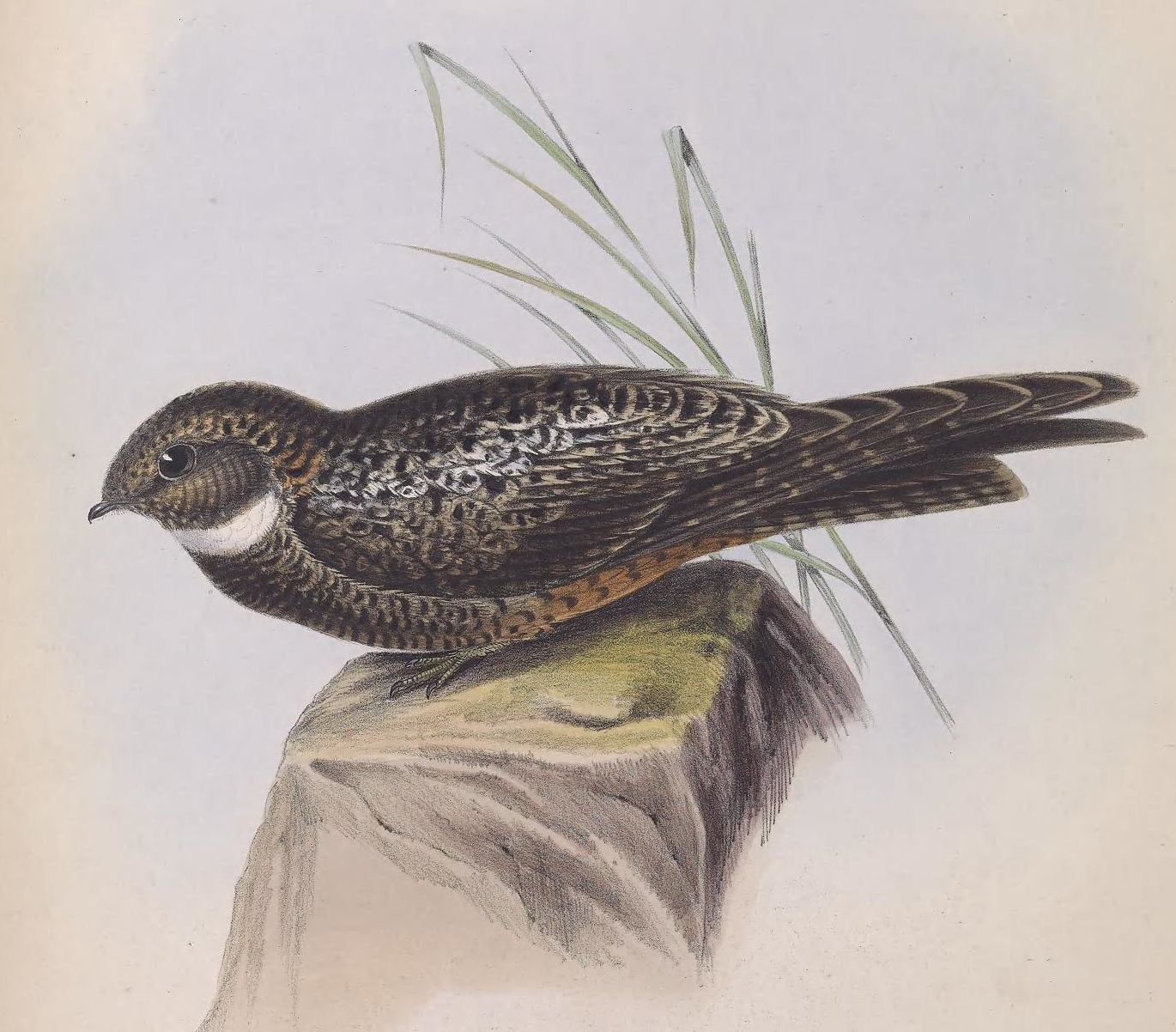

- Lurocalis semitorquatus nattererii (Temminck, 1822)
- Lurocalis semitorquatus schaeferi Phelps & Phelps Jr, 1952
- Lurocalis semitorquatus semitorquatus (J. F. Gmelin, 1789)
- Lurocalis semitorquatus stonei Huber, 1923[2]

## Előfordulása
Mexikó déli része, Costa Rica, Honduras, Nicaragua, Panama,  Argentína, Belize, Bolívia, Brazília, Ecuador, Francia Guyana, Guatemala, Guyana, Kolumbia, Paraguay, Peru, Suriname, Trinidad és Tobago, valamint Venezuela területén honos. 
Természetes élőhelyei a szubtrópusi vagy trópusi síkvidéki esőerdők és mocsári erdők. Állandó, nem vonuló faj.

## Megjelenése
Testhossza 19–29 centiméter, a hím testtömege 82–89 gramm, a tojóé 79–81 gramm.

## Életmódja
Ízeltlábúakkal, molyokkal, bogarakkal és más rovarokkal táplálkozik.

## Természetvédelmi helyzete
Az elterjedési területe rendívül nagy, egyedszáma viszont csökken, de még nem éri el a kritikus szintet. A Természetvédelmi Világszövetség Vörös listáján nem fenyegetett fajként szerepel.